# Yasser Ayyash

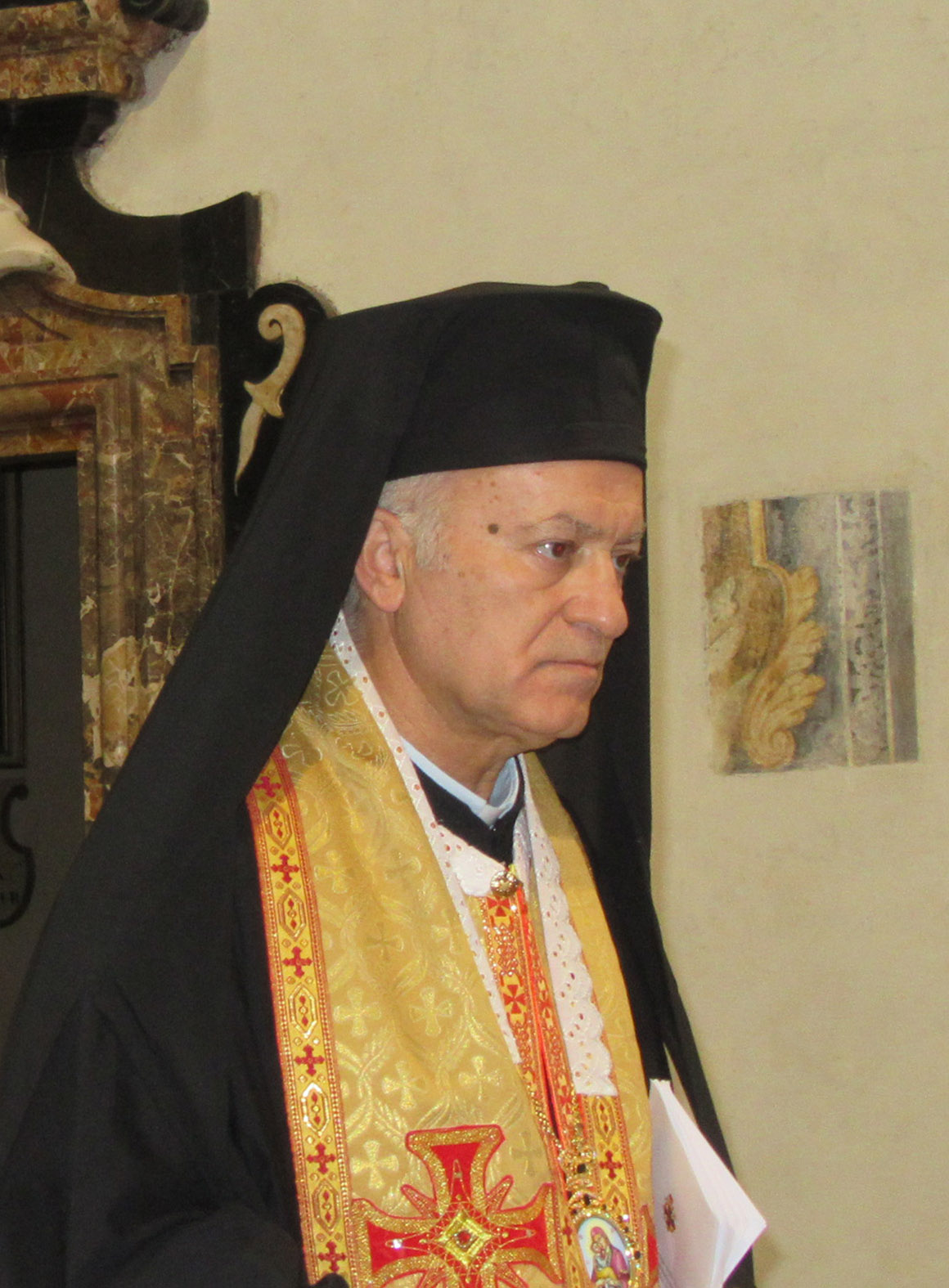
Yasser Ayyash

Yasser Ayyash (* 4. Dezember 1955 in Schatana bei Irbid, Jordanien, auch Yaser Rasmi Hanna Al-Ayyash) ist ein jordanischer Erzbischof der Melkitischen Griechisch-Katholischen Kirche und Patriarchalvikar von Jerusalem.

## Priester
Der junge Yasser Ayyash besuchte die Schule der griechischen Katholiken in seiner Heimatstadt Shatana. Später setzte er seine Schulausbildung in Beit Sahour und in Bethlehem fort, hier erlangte er seine Hochschulreife. Er studierte Theologie und Bibelkunde im Libanon, das Studium beendete er in Rom mit dem Abschluss eines Bachelor in Philosophie und Theologie an der Päpstlichen Universität Heiliger Thomas von Aquin in Rom. 1983 wurde er in Rom zum Diakon geweiht, die Priesterweihe erfolgte am 12. Juli 1987 in Amman. Es schloss sich eine längere Verwendung in Pfarrgemeinden und Schulen in der Hauptstadt Amman und in Gerasa an.

## Erzbischof
Die Melkitische Synode von 2007 wählte am 21. Juni 2007 Yasser Ayyash zum Erzbischof von Petra und Philadelphia. Er war der erste gebürtige Jordanier auf diesem Bischofssitz und Nachfolger des Libanesen Georges El-Murr. Die Bischofsweihe wurde am 13. Oktober 2007 durch Erzbischof Gregor III. Laham BS, dem Patriarchen von Antiochien, und den Mitkonsekratoren Erzbischof Georges El-Murr BC von Petra und Philadelphia und Joseph Absi SMSP, Weihbischof im Patriarchat von Antiochien, vollzogen.
Im Oktober 2010 nahm er als delegierter Bischof der Melkiten von Jordanien an der Sonderversammlung der Bischofssynode in Rom teil. Zur Situation der Kirche im Nahen Osten hob er die vergleichsweise gute Lage der Ostkirchen in Jordanien hervor und erklärte, dass in Jordanien Kirchen, Schulen und andere Einrichtungen gebaut werden könnten. Er bedauerte die Auswanderung vieler Christen und forderte eine Vertiefung des interreligiösen Dialogs im Nahen Osten.
Papst Franziskus nahm am 14. April 2015 seinen Rücktritt als Erzbischof von Petra und Philadelphia an.
Am 9. Februar 2018 wurde Ayyash zum Patriarchalvikar von Jerusalem gewählt.